# Port Austin
Port Austin ist ein Dorf im Huron County im US-Bundesstaat Michigan. Das U.S. Census Bureau hat bei der Volkszählung 2020 eine Einwohnerzahl von 622 ermittelt. Das Dorf hat eine Fläche von 3,61 km² und liegt im Rande Port Austin Township, Michigan. 
Der ZIP Code (Postleitzahl) des Dorfes ist 48450. Port Austin liegt direkt am Huronsee, etwa 210 km nördlich von Detroit.
Wirtschaftlich ist der Tourismus von großer Bedeutung.